# مری گوردون (بازرس زندان)
مری لوئیزا گوردون (۱۵ اوت ۱۸۶۱ − ۵ مه ۱۹۴۱) پزشک، بازرس زندان و نویسندهٔ بریتانیایی بود. پس از فارغ‌التحصیلی از دانشکدهٔ پزشکی زنان در لندن در سال ۱۸۹۰، گوردون در بیمارستان کودکان ایست لندن و بیمارستان کودکان اولینای لندن کار کرد. وی بعدها یک مطب خصوصی در خیابان هارلی داشت. او در دوران فعالیت پزشکی خود، سخنرانی‌های عمومی متعددی ارائه کرد و مقالاتی دربارهٔ موضوعاتی از جمله تأثیرات وابستگی به فحشا و الکل بر زنان نوشت.
گوردون در سال ۱۹۰۸ به عنوان نخستین بازرس زن زندان در بریتانیا منصوب شد. در دوران فعالیت خود به عنوان بازرس زندان، اصلاحاتی از جمله تخصیص بهتر کارهای زندان را اجرا کرد. او همچنین از جنبش حق رأی زنان در بریتانیا حمایت می‌کرد و به‌طور مخفیانه با اتحادیه سیاسی اجتماعی زنان دربارهٔ شرایط زندان‌ها ارتباط داشت. پس از بازنشستگی در سال ۱۹۲۱، کتاب انضباط کیفری (۱۹۲۲) را نوشت که در آن خواستار اصلاح نظام زندان‌ها شد. او همچنین در سال ۱۹۳۶ رمان تاریخی تعقیب غاز وحشی را منتشر کرد که براساس داستان بانوان لانگولن نوشته شده بود.

## اوایل زندگی
گوردون در ۱۵ اوت ۱۸۶۱ در سی‌فورث، لانکاشر متولد شد. والدین او جیمز گوردون و همسر دومش مری امیلی کارتر بودند. پدرش به فروش پوست و پیه مشغول بود. او شش خواهر و سه برادر داشت. گوردون همچنین یک خواهر و برادر ناتنی بزرگ‌تر داشت که مادرشان، آن بارنسلی شاو، در سال ۱۸۵۵ بر اثر سل درگذشته بود.
گوردون در دانشکدهٔ پزشکی زنان در لندن تحصیل کرد و در سال ۱۸۹۰ به عنوان پزشک فارغ‌التحصیل شد.

## حرفه

### پزشکی
پس از فارغ‌التحصیلی، گوردون به‌صورت پاره‌وقت به‌عنوان کتابدار و متصدی مدرسه کار کرد. او بعدها به‌عنوان دستیار بالینی در بیمارستان کودکان ایست لندن و بیمارستان کودکان اولینای لندن مشغول به کار شد. گوردون در سال ۱۸۹۱ به انجمن زنان پزشک ثبت‌شده (ARMW)، که پیشگام فدراسیون زنان پزشک بود، پیوست. او همچنین بعدها به‌عنوان پزشک در خیابان هارلی لندن فعالیت کرد.
در این دوره، او مقالات و سخنرانی‌های متعددی را دربارهٔ موضوعات مختلف، از جمله تأثیرات بیماری‌های آمیزشی، فحشا و وابستگی به الکل بر زنان ارائه داد. از جمله، او در سال ۱۸۹۸ نامه‌ای را امضا کرد که به تأیید ۷۳ عضو ARMW رسیده بود و به لرد جورج همیلتون، وزیر امور هند، ارسال شد. در این نامه، گوردون و همکارانش از اقداماتی که در سال قبل برای مقابله با گسترش بیماری‌های آمیزشی در ارتش هند بریتانیا اجرا شده بود، انتقاد کردند.
این اقدامات شامل معاینات اجباری پزشکی برای زنانی بود که مشکوک به حمل این بیماری‌ها بودند و در نزدیکی ساختمان‌های نظامی زندگی می‌کردند. قرار بر این بود که در صورتی که هر یک از آنها از این معاینات سر باز می‌زدند، از خانه‌های خود اخراج می‌شدند.

### اصلاح‌گر زندان

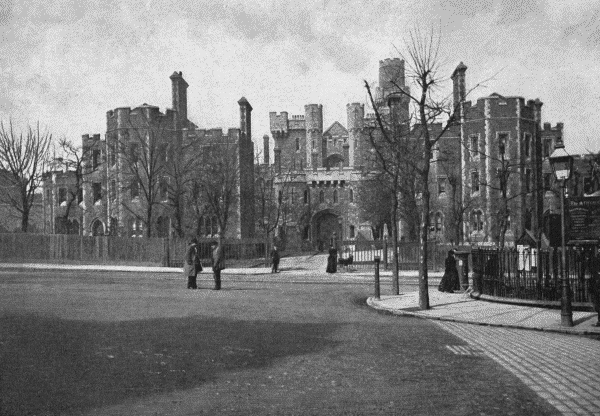
زندان هالووی در سال ۱۸۹۷

در مارس ۱۹۰۸، گوردون به‌عنوان بازرس زندان منصوب شد. او نخستین زنی بود که این سمت را بر عهده گرفت. وظایف او شامل بازرسی بخش‌های زنان در ۴۷ زندان و آموزش زندانبان‌های زن بود. از آنجا که گوردون پیش از این انتصاب آموزش رسمی ندیده بود، برای یادگیری بهترین شیوه‌ها از زندان‌های اروپا بازدید کرد.
او به‌سرعت دریافت که اکثر زندانیان زن احکام کوتاه‌مدت داشتند و نرخ افزایش جرم در میان آن‌ها بالا بود. گوردون از یک رویکرد توانبخشی‌محور در زندان‌ها برای مقابله با این مشکل حمایت می‌کرد. او کار اجباری در زندان را به گونه‌ای سازمان‌دهی کرد که وظایف پیش‌پاافتاده مانند نظافت به زندانیان کوتاه‌مدت اختصاص یابد، درحالی‌که زندانیان بلندمدت نقش‌های مفیدتری مانند آموزش مهارت‌های شغلی برای دوران پس از آزادی، بر عهده بگیرند.
گوردون همچنین با اجرای اصلاحاتی فیزیکی، شرایط زندان‌های بریتانیا را بهبود بخشید. از این جمله، استفاده از شیشه‌های شفاف در پنجره‌ها برای افزایش نور سلول‌ها، و معرفی دفترچه‌هایی در زندان هالووی بود.
او از جنبش حق رأی زنان در بریتانیا حمایت می‌کرد و به‌صورت مخفیانه با امیلین پتیک لاورنس و اتحادیهٔ سیاسی اجتماعی زنان (WSPU) دربارهٔ وضعیت زندان‌ها ارتباط داشت. همچنین با رهبران زندانی‌شده‌ای همچون املین پنکهرست تماس برقرار می‌کرد. هنگامی که دفتر مرکزی WSPU در ۲۳ مه ۱۹۱۴ توسط پلیس مورد یورش قرار گرفت، این مکاتبات کشف شد و وزارت کشور بریتانیا از او خواست که ارتباط خود را با این جنبش انکار کند، اما او از این کار سر باز زد.
او، در طول جنگ جهانی اول، از ژوئیه تا دسامبر ۱۹۱۶ در بیمارستان‌های زنان اسکاتلند برای خدمات خارجی در مقدونیهٔ شمالی خدمت کرد. وی تا پایان دوران حرفه‌ای‌اش، به دلیل ارتباط با جنبش حق رأی زنان و رویکرد «فمینیستی» خود، از سوی همکارانش منزوی شد.
وقتی در سال ۱۹۱۹ درخواست افزایش حقوق داد. یکی از مقامات در پاسخ گفت که انتصاب او «امتیازی به فمینیسم» بوده و هرگونه افزایش حقوق بیشتر «واگذاری بیشتر به مطالبات فمینیسم» خواهد بود. گوردون در سال ۱۹۲۱ بازنشسته شد.

### نویسنده

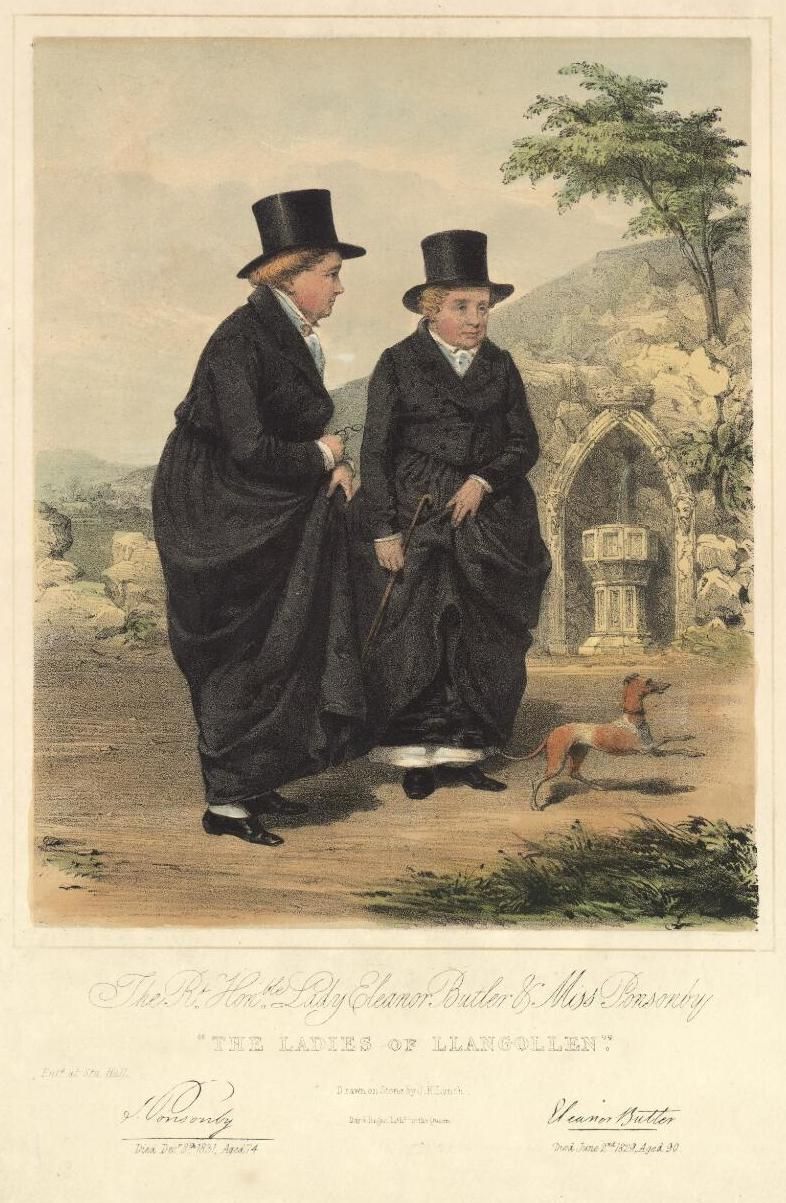
گوردون رمانی دربارهٔ بانوان لانگولن نوشت (در تصویر)

گوردون نخستین کتاب خود را در سال ۱۹۰۷، زمانی که پزشک بود، نوشت. این رمان با عنوان هیئتی از نیکان را با نام مستعار پاتریک هود منتشر کرد. داستان دربارهٔ یک جاعل محکوم به نام ریچارد رانسوم است که در ۲۶ سالگی از زندان آزاد می‌شود اما برای بازگشت به جامعه با دشواری روبه‌رو می‌شود. نشریه بی‌ام‌جی در نقدی نوشت که شخصیت‌ها، به‌ویژه زندانی، به‌خوبی پرداخته شده‌اند و کتاب یک پیام اخلاقی مهم را منتقل می‌کند: «حتی اگر یک فرد تمام تلاش خود را برای جبران تباهی اجتماعی ناشی از جرمی که افشا شده انجام دهد، هرگز در نظر جامعه قادر نخواهد بود گذشته‌اش را پشت سر بگذارد».
منتقدی از مجلهٔ ادبی آتنائوم نیز شخصیت‌پردازی وی را ستود اما از «پایان خوش کلیشه‌ای» آن انتقاد کرد.
در همان سال بازنشستگی، گوردون کتاب انضباط کیفری (۱۹۲۲) را نوشت که در آن خواستار اصلاحات در نظام زندان شد. او معتقد بود که زندان‌ها بیش از حد بر مجازات و انضباط تمرکز دارند که این امر موجب افزایش جرم می‌شود. گوردون استدلال می‌کرد که باید تمرکز بیشتری بر توانبخشی صورت گیرد، که از آن جمله دریافت نظرات زندانیان دربارهٔ اقداماتی‌ست که مانع از ارتکاب مجدد جرم می‌شود.
او در یک مورد از کمک به یک زندانی زن سخن می‌گوید که بارها به دلیل دزدی لباس مردانه بازداشت شده بود. آن زندانی به او گفته بود که «احساس می‌کند نمی‌تواند به‌عنوان یک زن زندگی کند، اما می‌تواند به‌عنوان یک مرد زندگی کند و از کارهای مردانه لذت می‌برد». گوردون برای او لباس مردانه و هزینهٔ سفر به ولز جنوبی را فراهم کرد، جایی که توانست به‌عنوان معدنچی زغال‌سنگ مشغول به کار شود. آن زندانی سابق بعدها در نامه‌ای به گوردون اطلاع داد که در سال نخست آزادی خود «زندگی شرافتمندانه‌ای» داشته و برای اولین بار در ده سال گذشته، عید پاک را بیرون از زندان سپری کرده است.
منتقدی در روزنامهٔ گاردین دربارهٔ این کتاب نوشت که «بسیار انسانی و با زبانی پرنشاط نوشته شده است».
نیویورک تایمز نیز انضباط کیفری را به دلیل توصیف‌های «زنده» از شرایط زندان‌های بریتانیا و «گرما و قدرت» استدلال گوردون علیه نظام زندان‌های بریتانیا ستود، اما او را «آرمان‌گرا» دانست.
این کتاب، همراه با گزارش زندان‌های بریتانیا تحت مدیریت محلی سیدنی و بئاتریس وب و کتاب زندان‌های بریتانیای امروز نوشته استیون هاب‌هاوس و فنر براک‌وی، موجب درخواست‌هایی برای بررسی شرایط زندان‌ها شد. در ابتدا به نظر می‌رسید که این امر ممکن است محقق شود، زیرا کمیسرهای زندان ضرورت اصلاحات را پذیرفته بودند، اما پس از انتخابات عمومی ۱۹۲۲ بریتانیا، وزیر کشور بریتانیا، ویلیام بریجمن تصمیم گرفت که از انجام این بررسی صرف‌نظر کند.
در سال‌های پایانی زندگی، گوردون در روان‌شناسی تحلیلی نزد کارل گوستاو یونگ و همسرش اما در سوئیس به تحصیل پرداخت.
در سال ۱۹۳۶، او رمان تاریخی تعقیب غاز وحشی را که براساس داستان بانوان لانگولن بود، نوشت.
این کتاب، که به اما یونگ تقدیم شده، از سه بخش تشکیل شده است. دو بخش نخست به آشنایی این دو زن و دوران زندگی‌شان در ایرلند و ولز می‌پردازد. در بخش پایانی، گوردون از ملاقات خود با ارواح این زنان در سال ۱۹۳۴، طی بازدیدی از سانگوسن، سخن می‌گوید.
این کتاب از طرف ویرجینیا وولف و همسرش لئونارد منتشر شد.
یک نقد در روزنامه گاردین، از گوردون به دلیل روایت «حساس و عمیق» این داستان تمجید کرد، اما اشاره داشت که برخی خوانندگان ممکن است از ماهیت خیال‌پردازانه بخش پایانی کتاب و همچنین به‌تصویرکشیدن این زنان به‌عنوان نمونه‌های اولیهٔ فمینیسم خوششان نیاید.
یک سال پس از انتشار کتاب، گوردون یک نقش‌برجسته مرمری از این زنان در کلیسای سنت کالن لانگولن، جایی که به خاک سپرده شده بودند، نصب کرد.
گوردون نسبت به کتاب زندگی‌نامهٔ راجر فرای که ویرجینیا وولف در سال ۱۹۴۰ دربارهٔ راجر فرایِ هنرمند نوشت، انتقادات شدیدی داشت. این انتقادات به‌طور ویژه در مورد نحوهٔ به‌تصویرکشیدن همسرش، هلن کومبِ هنرمند و از دوستان نزدیک گوردون، بود. او در نامه‌ای به وولف، نگرانی‌های خود را دربارهٔ این کتاب ابراز کرد.
گوردون معتقد بود که کومب در این کتاب تنها به‌عنوان «روحی رنجور و مبهم» توصیف شده، درحالی‌که او را به‌عنوان زنی شجاع و کاریزماتیک از دوران جوانی‌اش به یاد داشت. او همچنین بر این باور بود که کتاب به تأثیر شخصیت برون‌گرای فرای بر وخامت وضعیت روانی کومب در سال‌های بعدی زندگی‌اش نپرداخته است.
مشخص نیست که آیا وولف پاسخی به این نامه داده است یا نه، اما در اشاره‌های مختصری که پیش‌تر در نوشته‌هایش به گوردون کرده بود، لحن گرمی نسبت به او نداشت.

## درگذشت
گوردون در ۵ مه ۱۹۴۱ در شهر کروبورو، ساسکس، در سن ۷۹ سالگی درگذشت.